# Réseau fluvial de Leipzig

L'évolution du réseau fluvial lipsien dans le temps, en 1780, 1908 et 2000.

Le réseau fluvial de Leipzig est un réseau fluvial situé à Leipzig en Allemagne. La ville de Leipzig se situe dans un bassin au confluent de l'Elster blanche, de la Pleiße et de la Parthe. Du fait de nombreuses crues faisant de Leipzig une zone inondable dans la forêt alluviale, de nombreux chenaux et lits de dérivations sont créés au cours du temps pour minimiser le lit majeur des rivières et ainsi en faire une zone habitable. Un système de chenaux anastomosés complexe formant un delta intérieur a ainsi vu le jour.

## Le réseau fluvial
Les rivières naturelles de premier ordre sont
- L'Elster blanche (Weiße Elster)
- La Pleiße, un affluent de rive droite de l'Elster au sud du centre lipsien
- La Parthe, un affluent de rive droite de l'Elster au nord du centre lipsien
- La Luppe un affluent de rive droite de la Saale, qui quitte l'Elster blanche sur sa rive gauche au nord de Leipzig
- La petite Luppe (Kleine Luppe), un bras secondaire de rive gauche de l'Elster
- La Nahle, un bras secondaire de rive gauche de l'Elster au nord de la petite Luppe

Les canaux sont
- La dérivation inférieure de l'Elster (Elsterflutbett), un bras secondaire de rive droite
- La dérivation supérieure de l'Elster (Elsterhochflutbett), un bras secondaire de rive droite lors des crues, au sud de la dérivation inférieure
- Le bassin de l'Elster (Elsterbecken) en centre-ville
- Le bief de l'Elster (Elstermühlgraben), un bras secondaire de rive droite
- La dérivation supérieure de la Pleiße (Pleißehochflutbett), un bras secondaire de rive droite de la Pleiße
- La dérivation inférieure de la Pleiße (Pleißeflutbett) entre la Pleiße et sa confluence dans la dérivation inférieure de l'Elster
- Le bief de la Pleiße (Pleißemühlgraben), un petit bras secondaire de rive droite
- La canal Karl-Heine (Karl-Heine-Kanal), la partie du canal de l'Elster à la Saale qui se trouve à Leipzig.
- La nouvelle Luppe (Neue Luppe), un bras secondaire de rive gauche au nord, qui devient la Luppe et se jette dans la Saale
- Le Paußnitz, un ruisseau dans la forêt alluviale sur la rive gauche de l'Elster entre l'Elster et la Pleiße. C'est un bras secondaire qui part de la dérivation supérieure pour se jeter dans la dérivation inférieure de l'Elster.
- La Batschke, un canal entre la Pleiße et le lac de Cospuden, construit au XVIe siècle et historiquement nommé Elsterfloßgraben.

L'Elster blanche, qui se jette dans la Saale
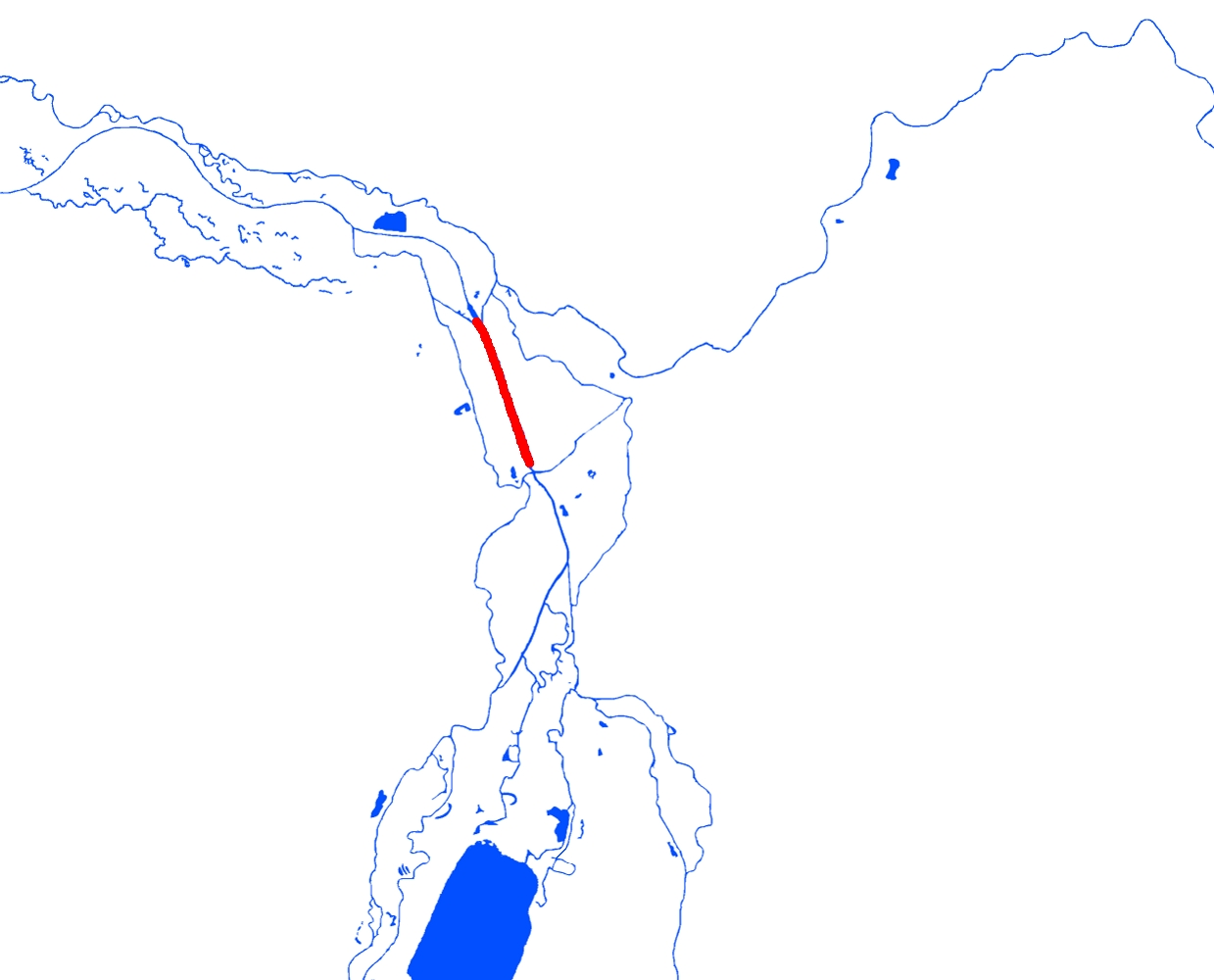
Le bassin de l'Elster
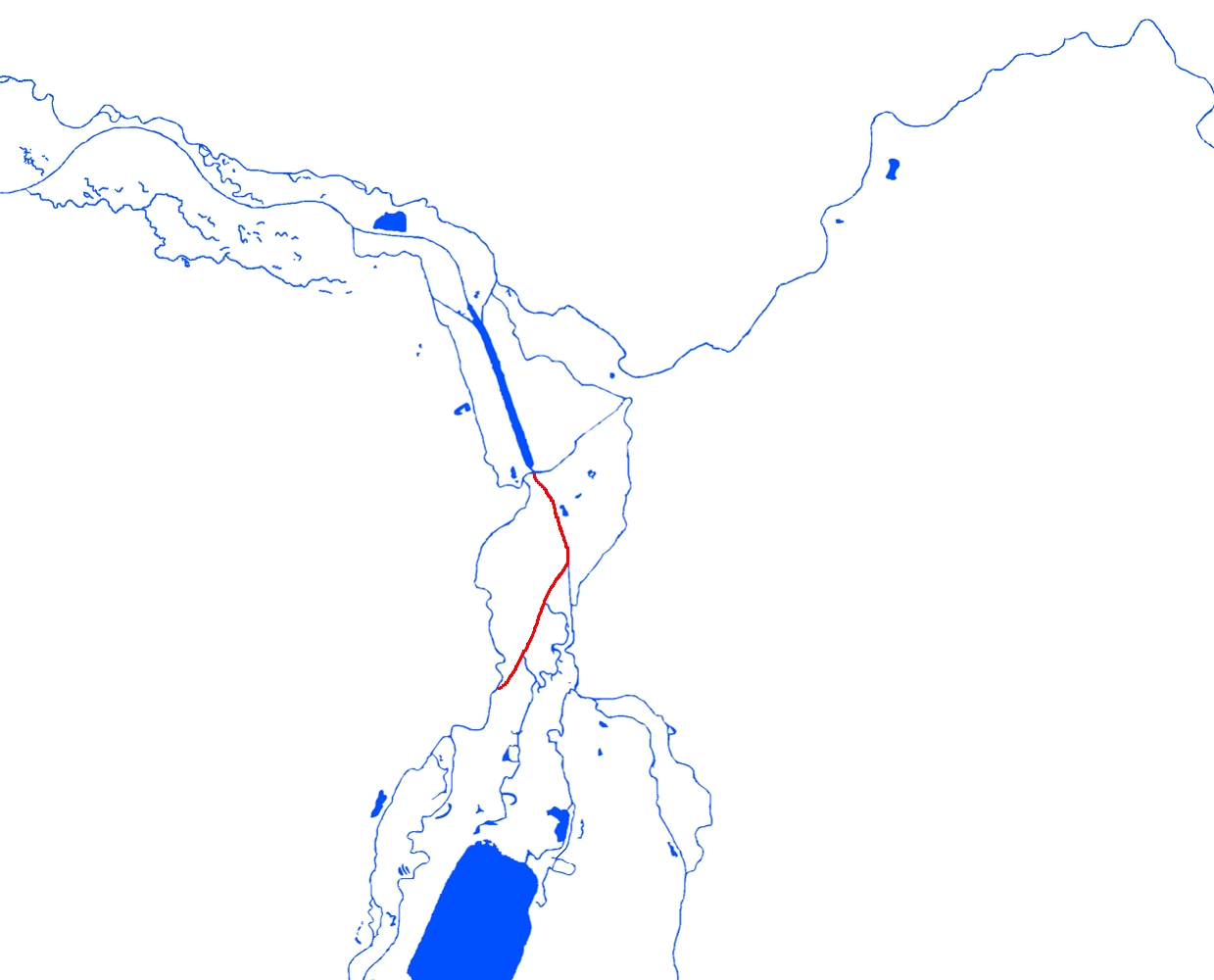
Dérivation inférieure de l'Elster
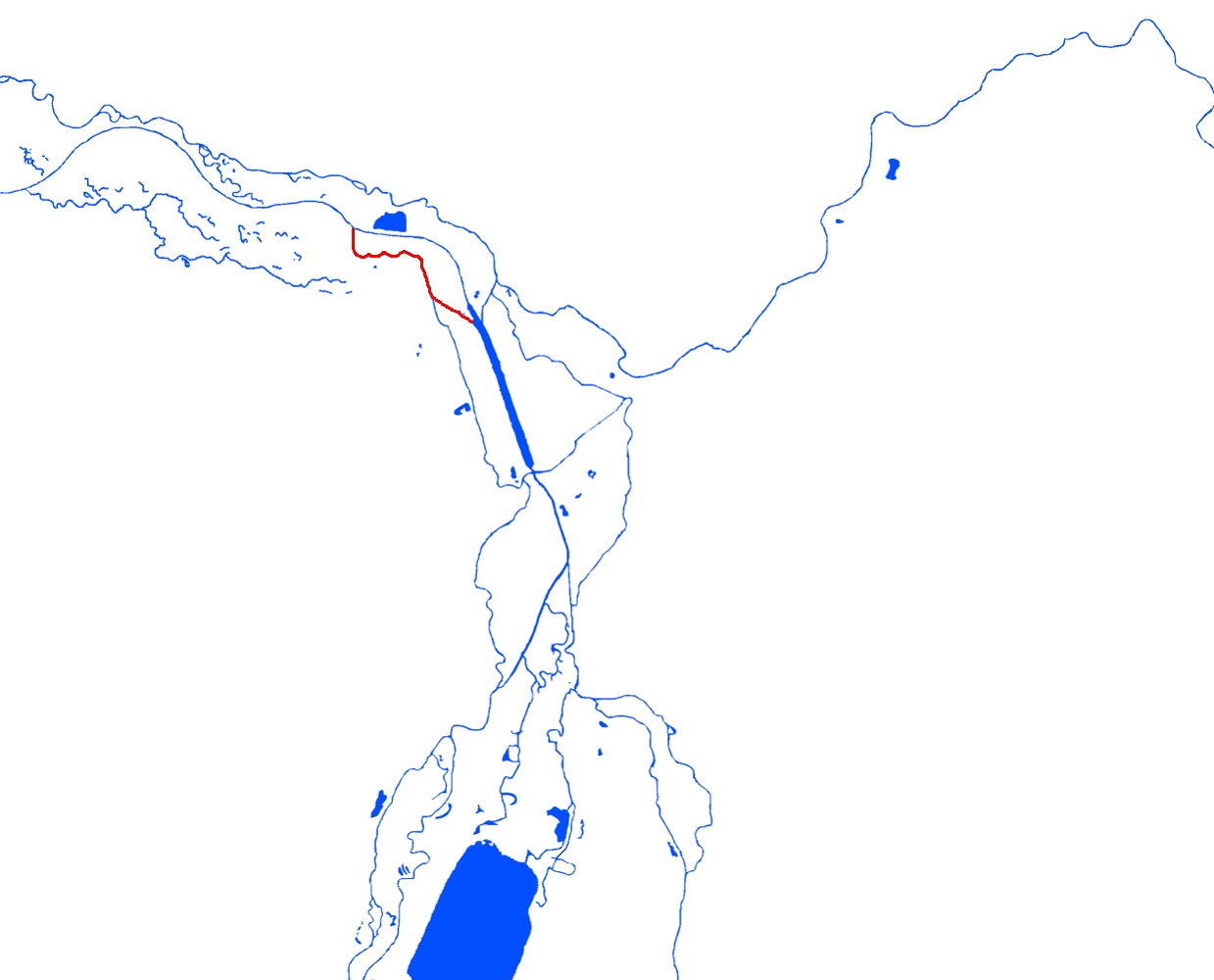
La Nahle, un bras secondaire de rive gauche au nord
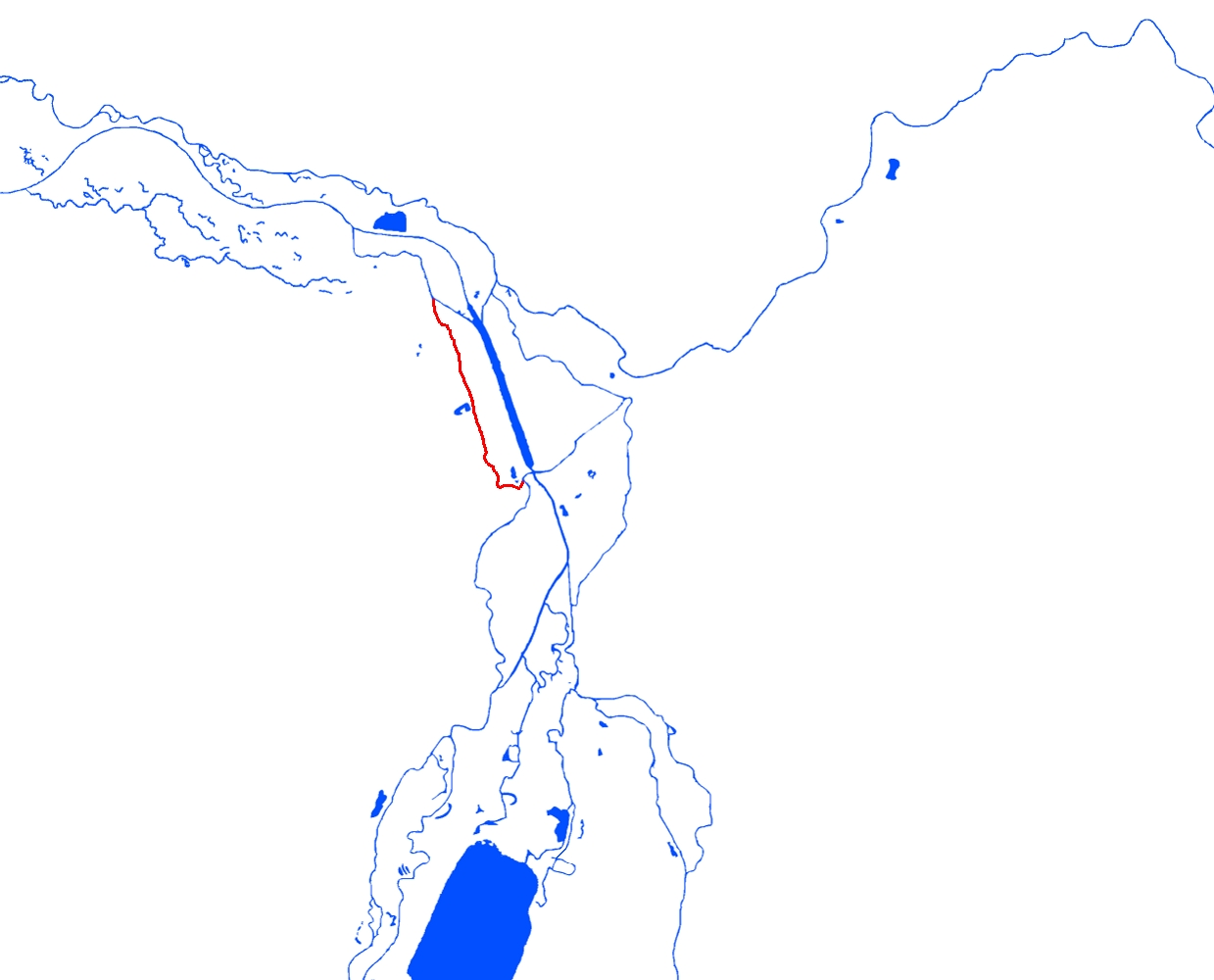
La petite Luppe, bras de rive gauche
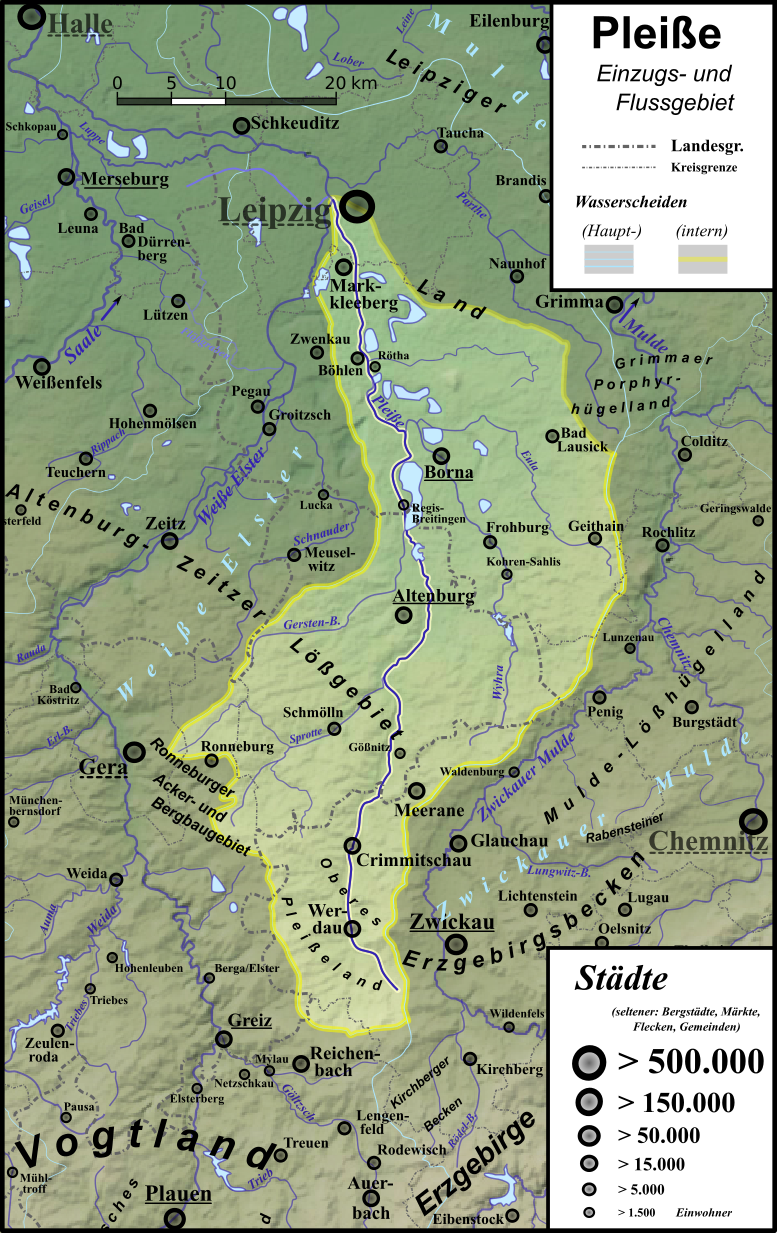
La Pleiße et son bassin versant, qui se jette dans l'Elster
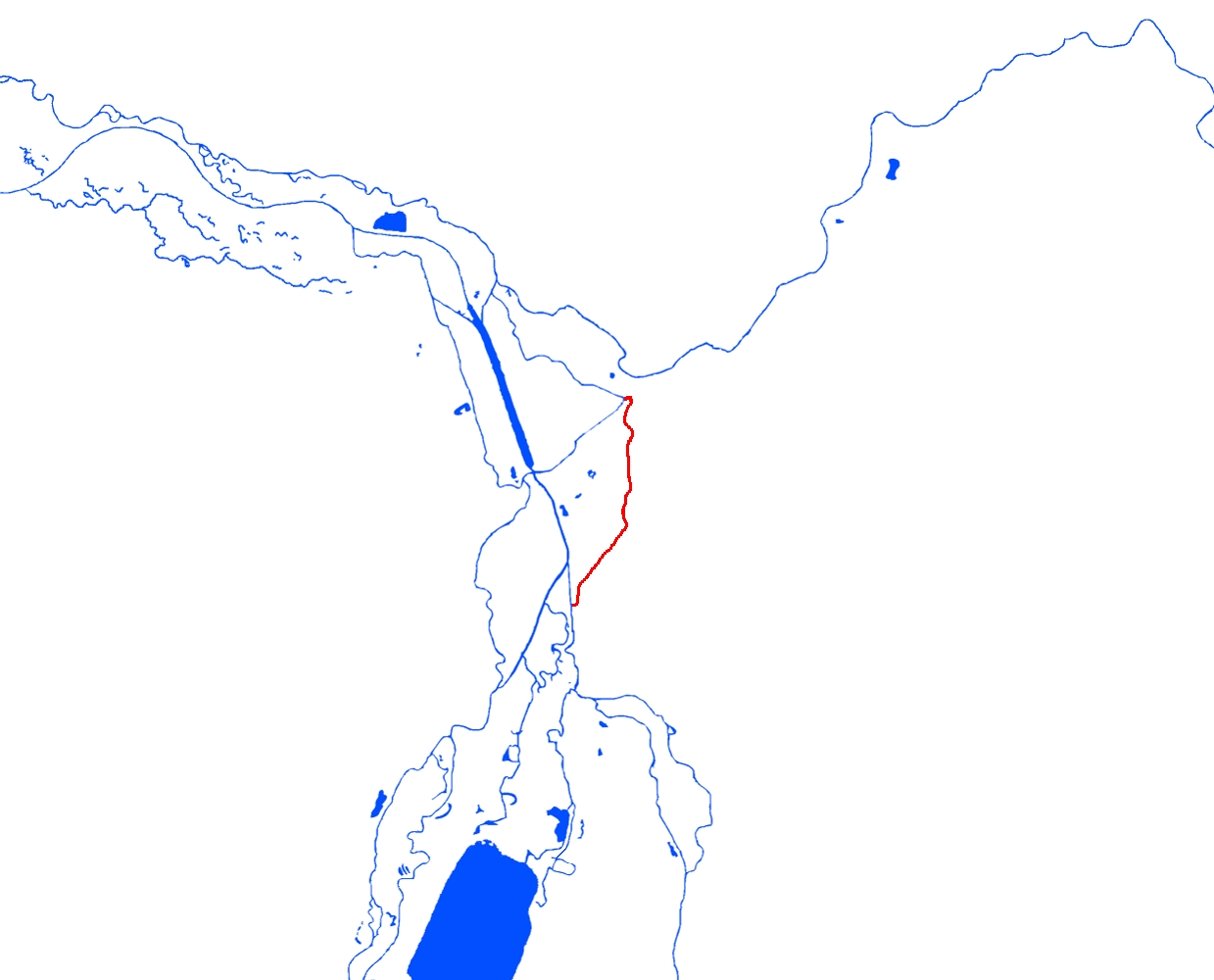
Le bief de la Pleiße
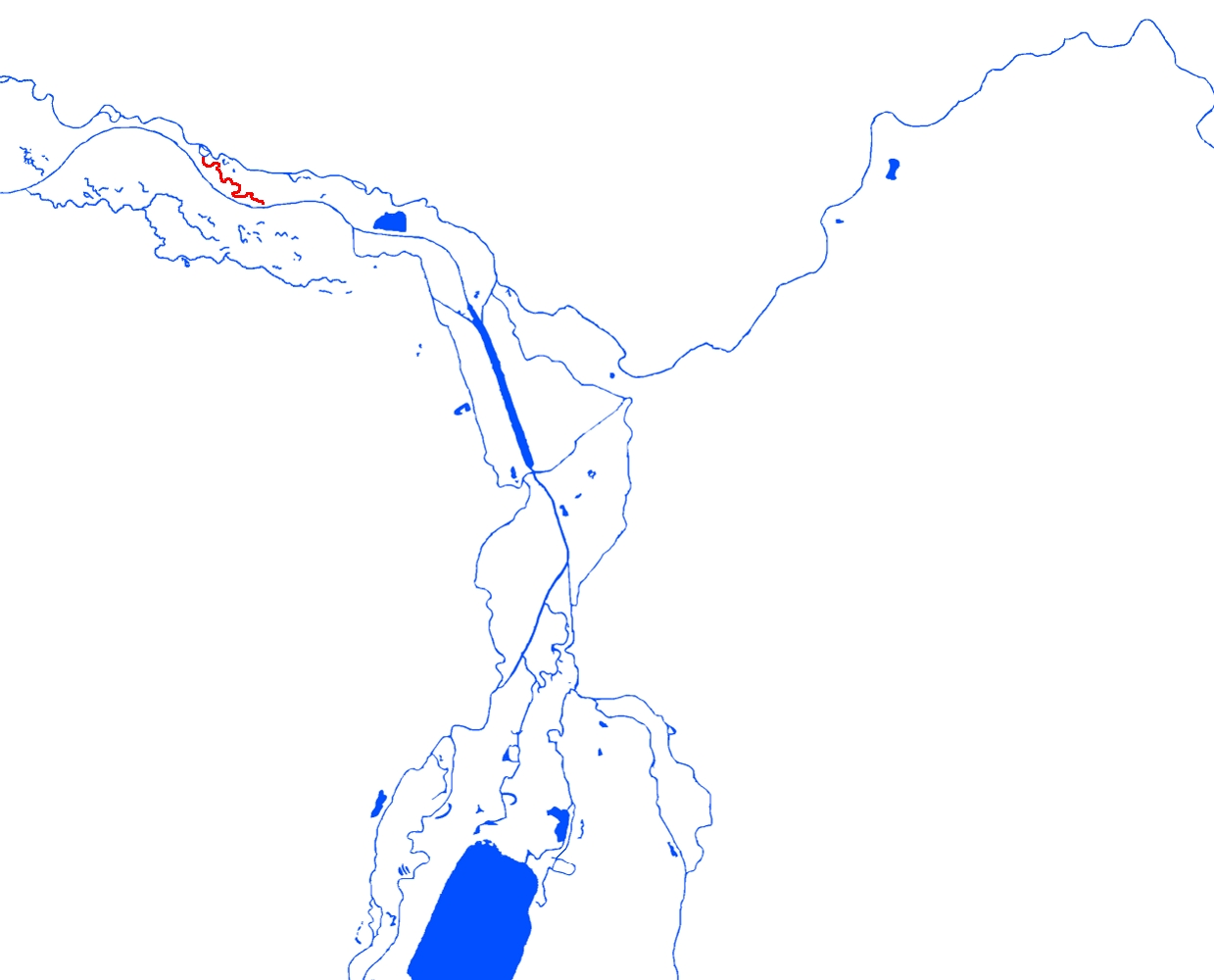
Canal Hundewasser
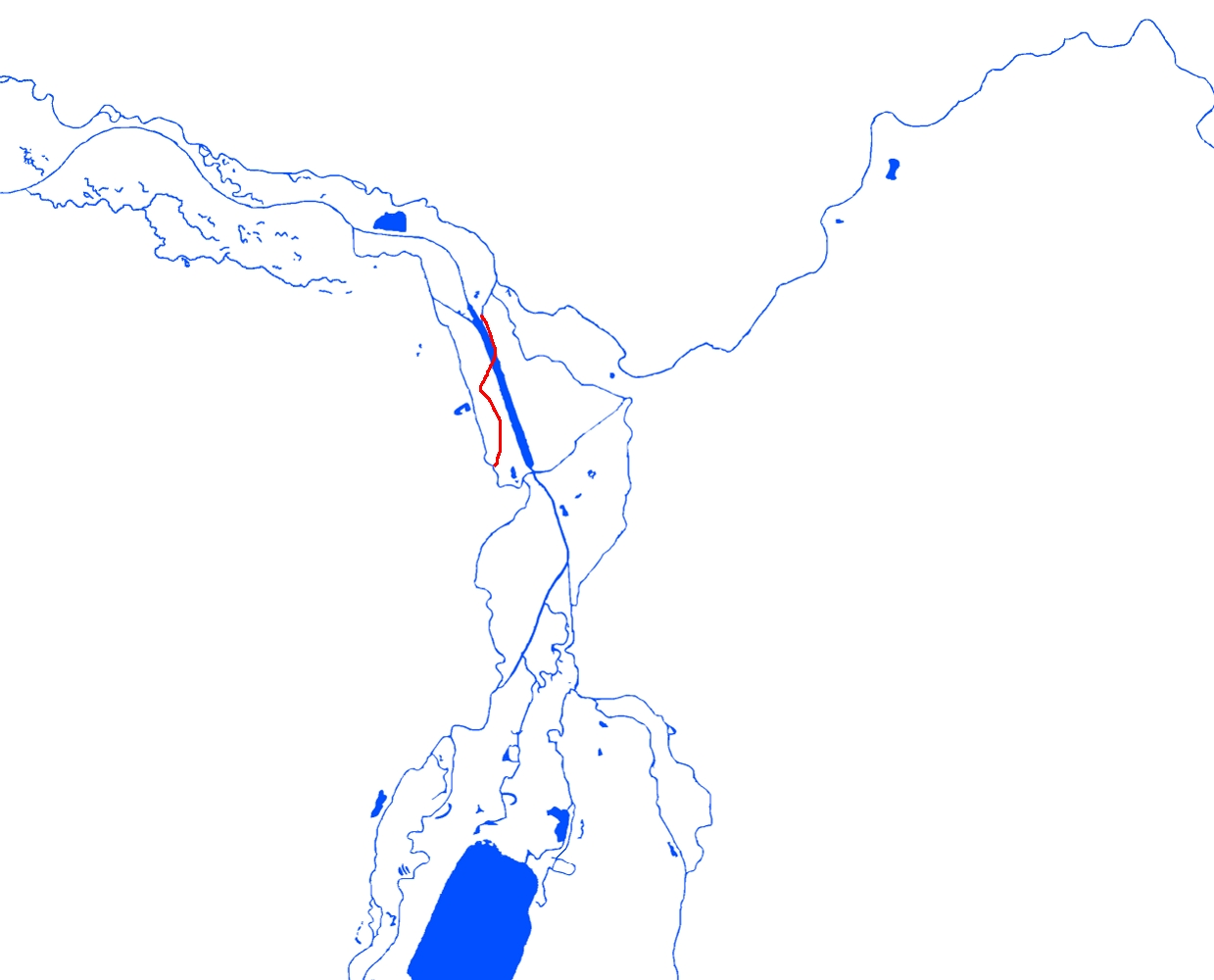
Kuhburger Wasser, canal entre la petite Luppe et le bassin de l'Elster
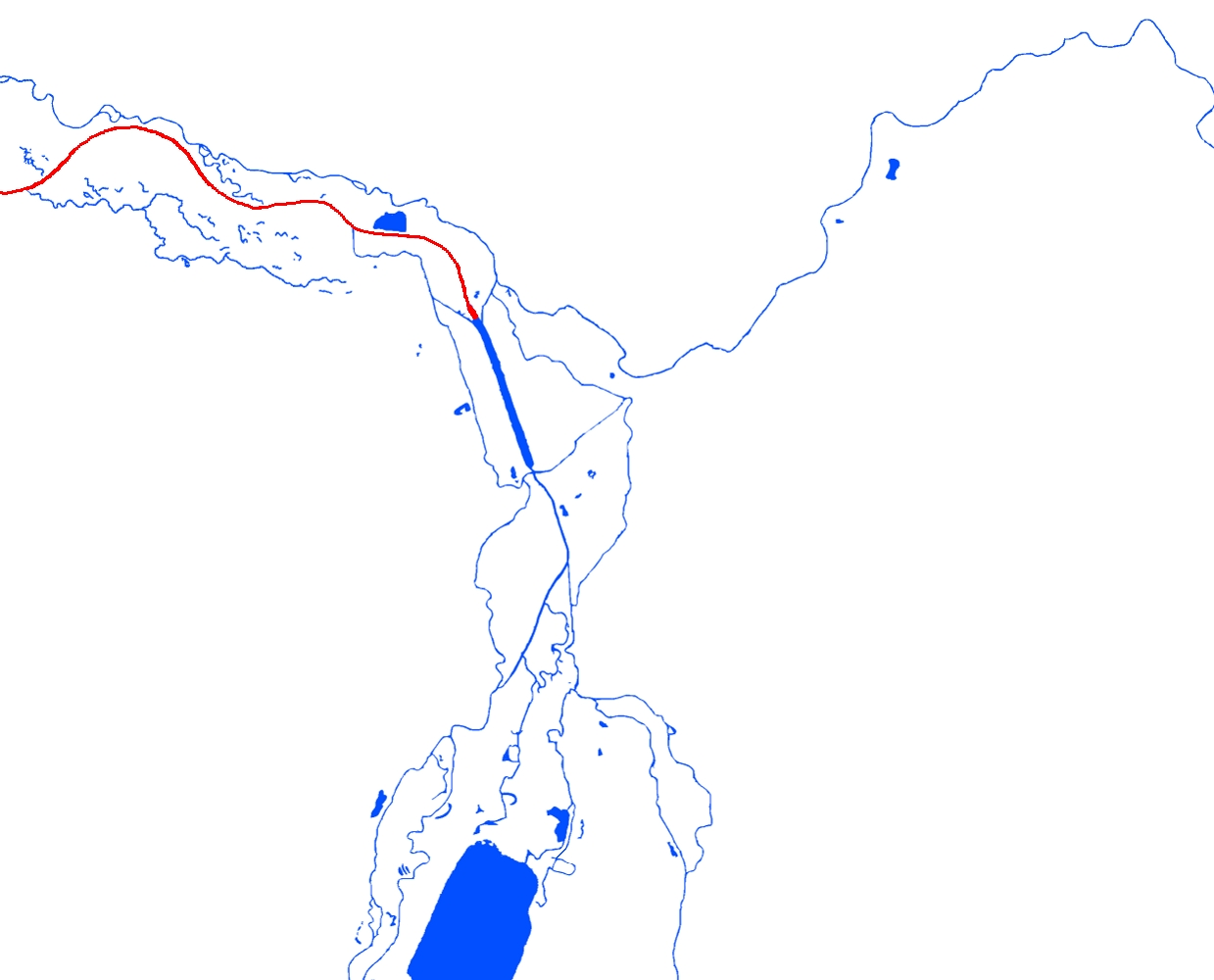
La nouvelle Luppe
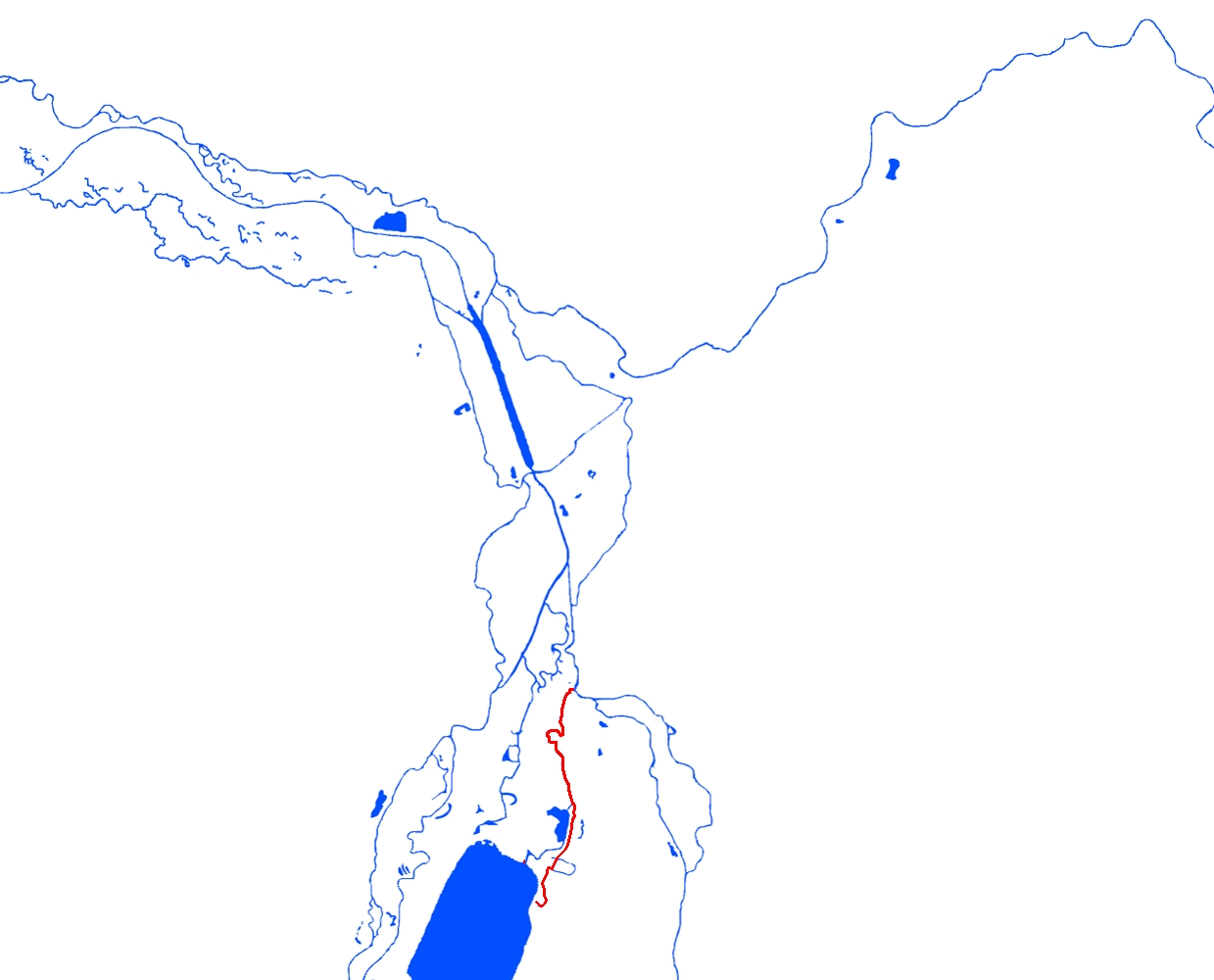
La Batschke, entre la Pleiße et le lac de Cospuden